# نصرت‌آباد (البرز)
نصرت‌آباد (البرز)، روستایی از توابع بخش مرکزی شهرستان البرز در استان قزوین ایران است.

## جمعیت
این شهرک در بخش مرکزی شهرستان البرز قرار دارد و براساس سرشماری مرکز آمار ایران در سال ۱۳۹۵، جمعیت آن حدود ۲۵۰۰۰ نفر  بوده‌است.